# Galaxy 25
O Galaxy 25 (G-25), também conhecido por Telstar 5 e Intelsat Americas 5 (AI-5), é um satélite de comunicação geoestacionário construído pela Space Systems/Loral (SS/L). Ele está localizado na posição orbital de 93 graus de longitude oeste e é de propriedade da Intelsat, empresa sediada em Luxemburgo. O satélite foi baseado na plataforma LS-1300 e sua vida útil estimada era de 12 anos.

## História
O Galaxy 25 (G-25), anteriormente conhecido como Intelsat Americas 5 (AI-5) até 15 de fevereiro de 2007, quando foi rebatizado como resultado da fusão entre o proprietário Intelsat e PanAmSat. O satélite anteriormente esteve em uma órbita geoestacionária em 97° W, acima de um ponto no Oceano Pacífico, várias centenas de quilômetros a oeste das ilhas Galápagos. Foi fabricado pela Space Systems/Loral, que faz parte de sua linha LS-1300, ele é atualmente propriedade e operado pela Intelsat.
O Galaxy 25 foi substituído pelo Galaxy 19 (anteriormente IA-9) no final de 2008. Quando foi a última vez em em que ele prestou serviço na posição orbital de 97 graus oeste.

## Lançamento
O satélite foi lançado com sucesso ao espaço no dia 24 de maio de 1997, às 17:00:00 UTC, por meio de um veículo Proton-K/Blok-DM4 a partir do Cosmódromo de Baikonur, no Cazaquistão. Ele tinha uma massa de lançamento de 3.515 kg.

## Capacidade e cobertura
O Galaxy 25 é equipado com 24 transponders em banda C e 28 em banda Ku. Para prestar serviços aos EUA, sul do Canadá, México e Caribe.